# Kazuya Tsurumaki
Kazuya Tsurumaki (jap. 鶴巻 和哉, Tsurumaki Kazuya, * 2. Februar 1966 in Gosen, Präfektur Niigata) ist ein japanischer Filmregisseur für Anime.
Tsurumaki fing als Animator bei Gainax an. Tsurumakis erstes großes Projekt bei GAINAX war die Aufgabe des Animationsdirektors bei der Serie Die Macht des Zaubersteins. 1995 arbeitete als Regieassistent zusammen mit Hideaki Anno an Neon Genesis Evangelion. 1998 übernahm er die Aufgabe des Regisseurs bei der Serie Kare Kano, nachdem Anno das Projekt aufgrund eines Streits mit Sponsoren abrupt verlassen hatte. 2000 drehte er erstmals eigenständig seine erste Anime-Serie, FLCL und 2004 drehte er die Fortsetzung von Gunbuster, Diebuster. Zuletzt arbeitete er neben Anno als Regisseur an den Filmen der Rebuild of Evangelion Reihe.